# エム・ジェイホーム
株式会社エム・ジェイホームは、滋賀県長浜市宮司町1126-2に本社をおく、不動産管理事業・仲介事業・売買事業・建築事業と教育事業と主に5つの事業を展開している不動産会社である。
代表者は創業者である葛川睦。

## 概要
2005年11月に有限会社エム・ジェイホームを設立し、地域の信頼を関係を築きながら不動産の仲介・管理を主軸に事業を展開。
地域とお客様の信頼関係を築き、仲介・管理を主軸に様々な角度から暮らしのサポートに取り組む。
2016年には管理戸数を5000まで伸ばし、同時期に不動産買取専門店の「住まいるドア」を営業開始。
有限会社から株式会社エム・ジェイホームとして社名変更。同時に代表取締役である葛川睦がＭＢＯにより全株保有の株主となる。
エイブルネットワークフランチャイズ方式で滋賀県下において2020年までに10店舗を運営。
管理戸数も6000を超える不動産会社に。滋賀県の不動産会社で一番に不動産のWebに特化した部署であるWeb反響対策室を取り入れるなどの特徴を持つ。
2012年には株式会社English Islandを設立し教育事業を取り入れ、学童保育と英会話教室 English Islandを開講し地域貢献を実施している。
2022年不動産特定共同事業法の事業免許を取得し不動産ファンド事業に参入。

## 沿革
・2005年 - 有限会社エム・ジェイホーム設立 。エイブルネットワーク長浜店・彦根店・能登川店・近江八幡店・守山店・堅田開業
・2006年 - サブリース事業開始　100％子会社　ジャパン・アセットマネジメント㈱設立
・2007年 - 管理事業開始　管理戸数300戸
・2012年 - 管理戸数1000戸　教育事業部開始 株式会社 English Island 設立
・2013年 - 管理戸数2000戸
・2014年 - エイブルネットワーク栗東店を事業譲受により営業開始
・2015年 - 株式会社コネクトをＭ＆Ａにより取得・子会社化。エイブルネットワーク南彦根店、高島安曇川店営業開始。管理戸数3000戸
・2016年 - エイブルネットワーク長浜本店営業開始　管理戸数4000戸。不動産買取専門店 住まいるドア長浜店 営業開始。
　　　　　  有限会社エム・ジェイホームから株式会社エム・ジェイホームに社名変更。第三者割当により資本金２０００万円に増資。
　　　　　  管理戸数5000戸。
・2017年 - 株式会社English Islandを吸収合併 教育事業部組み入れ English Island 駅ビル移転。英会話事業・学童事業開始
　　　　　  株式会社コネクトを吸収合併　不動産事業部に組み入れ。
　　　　　  許認可取得により建築事業開始。
・2018年 - 管理戸数6000戸
・2020年 - エイブルネットワーク湖南店営業開始。仲介拠点11ヵ所、管理拠点3ヵ所、教育事業拠点3ヵ所。
・2021年 - 「つなぐプロジェクト」開始。障がい者用グループホームや学童保育の建設など地域社会の課題を解決するためのプロジェクトを推進。
・2022年 - AIC　Kids南草津校開校。放課後児童クラブ（学童保育）Wids開校。
・2023年 - 不動産特定共同事業法の事業免許取得により不動産ファンド事業に参入。１号ファンド組成
・2023年 - 第三者割当増資により資本金を6,600万円に増資
・2024年‐大阪支店/東京支店　開設
・2024年‐国土交通大臣免許に切り替え